# Publio Petronio (prefecto de Egipto)
Publio Petronio (en latín Publius Petronius) fue el tercer prefecto de Egipto, desde el 25 o 24 a. C. hasta el 21 a. C. durante el imperio de Augusto. Nació en el año c.70 a. C.
Despejó los descuidados canales de irrigación estimulando un resurgimiento de la agricultura. Durante su gobierno se produjo el saqueo de Napata del año 24 a. C. Es quizá el antepasado de Publio Petronio y Publio Petronio Turpiliano cónsules de Roma en el período julioclaudio. Poco más se sabe de su carrera.